# Milaor
Milaor è una municipalità di Quarta classe delle Filippine, situata nella Provincia di Camarines Sur, nella Regione del Bicol.
Milaor è formata da 20 barangay:
- Alimbuyog
- Amparado (Pob.)
- Balagbag
- Borongborongan
- Cabugao
- Capucnasan
- Dalipay
- Del Rosario (Pob.)
- Flordeliz
- Lipot
- Mayaopayawan
- Maycatmon
- Maydaso
- San Antonio
- San Jose (Pob.)
- San Miguel (Pob.)
- San Roque (Pob.)
- San Vicente (Pob.)
- Santo Domingo (Pob.)
- Tarusanan